# Macropharyngodon kuiteri
Macropharyngodon kuiteri és una espècie de peix de la família dels làbrids i de l'ordre dels perciformes.

## Morfologia
Els mascles poden assolir els 10 cm de longitud total.

## Distribució geogràfica
Es troba des de Nova Caledònia fins al sud de la Gran Barrera de Corall i Nova Gal·les del Sud (Austràlia).